# Местия
Местия (на грузински: მესტია) е селище от градски тип в Северна Грузия, административен център на Горна Сванетия (Земо Сванети). Разположено е на южните склонове на Голям Кавказ, при сливането на реките Местиачала и Мулахура. То е отправна точка за повечето пътувания из Сванетия и удобна база за проучвания на района. Има добре организирани туристически услуги.
Намира се на надморска височина 1500 м и е с дължина 6 км. От трите си страни е заобиколено с планини – Зурулди на юг, Цхаквзагари на север и Бангуриани на юг. Населението на селището през 2014 г. е 1973 души. Това са главно свани, членове на етническа група, близка до грузинците, със свой собствен език от картвелското езиково семейство.

## История
Преди време Местия е била селска община, която се състои от център Сети и селата Лагами, Ланчвали и Лехтаги. Сети се е намирало там, където днес е централният площад на Местия и още от езически времена е било място за поклонения. След като селището е преобразувано в районен център, възникват много нови квартали.

## Градска среда
В Местия, на територията на трите бивши села, са съхранени характерните за областта свански каменни кули, множество старинни къщи и църкви. Комплексът от кули и жилищните сгради към тях е включен в Списъка на световното културно и природно наследство на ЮНЕСКО.
Кулите са строени за защитата от външен и вътрешен враг, както и кръвното отмъщение, широко разпространено сред сваните в миналото. Приема се, че са изградени между 9 и 12 век. Някои историци смятат, че кулите са изградени малко по-късно – през 12 – 13 век, по време на управлението на царица Тамара. Те са каменни, с височина 20 – 30 м. В случай на опасност фамилията складира в тях хранителни припаси и вода, а на първия етаж се пазят домашните животни. Жилищата са съединени с кулите с тайни проходи, известни само на старейшините на рода. Понякога са строени и лъжливи пасажи, завършващи с капани. На над 2 метра от повърхността кулите нямат нито врати, нито прозорци. По-нагоре, на нивото на втория или третия етаж, се предвижда малка врата, достъпът до която става само с подвижна стълба. На върха на кулата се изгражда наблюдателна площадка. Понякога се е налагало в тях да се живее в продължение на години, докато заплахата отмине.
В селището са организирани за посещения Исторически и етнографски музей, музеен комплекс на фамилията Маргиани, Сванска кула-музей, Свански дом-музей. В Лагами се намира Домът-музей на Михаил Хергиани (Скалният тигър), известен грузински алпинист, 7 кратен шампион на СССР по алпинизъм, загинал в Италия през 1969 г.
Във и около Местия, в многобройните запазени старинни църкви, могат да се видят стенописи и икони от Средновековието. В църквата „Свети Георги“ са съхранени добре запазени кръстове и икони от 12 век. В друга са запазени фрагменти от стенописи от 13 век. Най-интересна е „Преображение Господне“ от 9 век, която се намира в Лагами.
В Местия се намират няколко минерални извора – един в центъра и три на брега на река Малахура. Изградени са 3 хотела с обща леглова база 100 легла и са организирани над 20 къщи за гости.

## Транспорт
През декември 2010 г. в Местия е изградено и оборудвано летището „Царица Тамара“. Намира се в северния край, на брега на река Местиачала.

## Околности
- Местия е център на високопланинския туризъм и алпинизъм. На 8 км от селището е разположен новоизграденият планински курорт Хацвали, един от четирите съвременни високопланински ски-курорти в Грузия. През зимата се използват пистите за ски, а през лятото работи кабинков лифт, който се изкачва до хребета Зурулди на 2300 м надморска височина.[1]
- Селището е изходен пункт за посещение на зимния курорт Тетнулди.[3]
- На 10 км от Местия минава популярен туристически маршрут до ледника Чалаади.[1] Разположен е на 1800 м надморска височина.[9]
- Местия е изходен пункт и за посещение на езерото Корулди, на 16 км от селището. Пътят е стръмен, защото за разстояние 4 км се преодоляват 800 м височина. Минава се през връх Местия на 2200 м надморска височина, откъдето селището се вижда от птичи поглед.[9]

- Музеят на Сванетия
- Модерна сграда в Местия
- Катедралата в Местия
- Скулптурна фигура на царица Тамара
- Златен кръст в Музея на Сванетия
- Детайл от иконата на архангел Гавраил в Музея на Сванетия